# Hieracium losae
Hieracium losae es una especie de planta con flor del género Hieracium, de la familia Asteraceae, orden Asterales.

## Distribución
Hieracium losae se distribuye por España.

## Taxonomía
Fue descrita científicamente por Mateo.